# Beinwil (Solothurn)
Beinwil  is een gemeente en plaats in het Zwitserse kanton Solothurn en maakt deel uit van het district Thierstein.

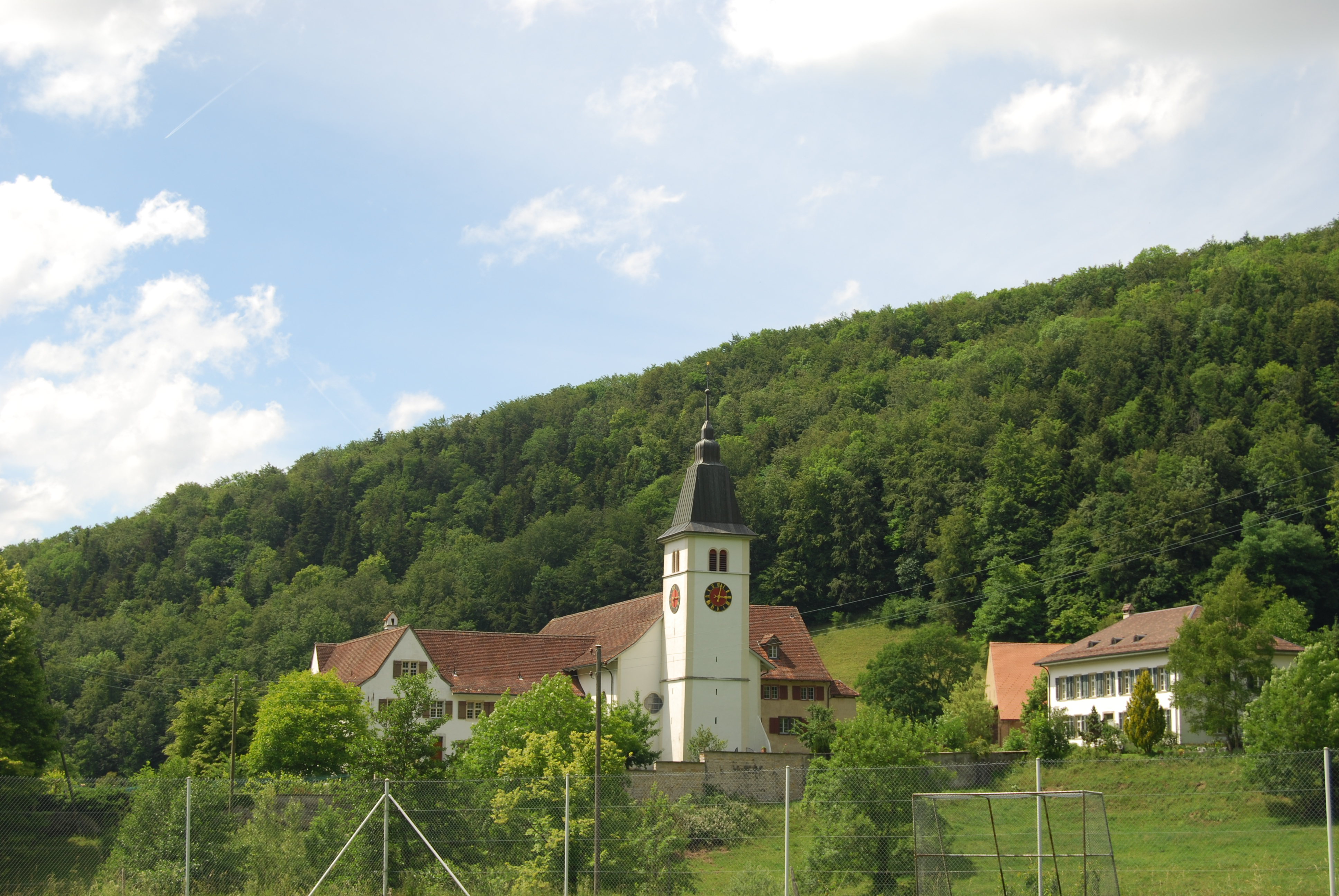
Beinwil

Beinwil telt 310 inwoners.